# Démographie de la préfecture de Tochigi
La préfecture de Tochigi comptait 2 016 254 habitants, le 1er janvier 2008, pour une densité de 315 habitants/km².
En 2004, le revenu par habitant était de  3,062 millions de yens, le 6e rang national.
- Les tableaux ci-dessous sont tirés du site de la préfecture de Tochigi[2].

| Évolution démographique                     | Évolution démographique | Évolution démographique | Évolution démographique | Évolution démographique | Évolution démographique | Évolution démographique | Évolution démographique | Évolution démographique | Évolution démographique | Évolution démographique |
| 2001                                        | 2002                    | 2003                    | 2004                    | 2005                    | 2006                    | 2007                    | 2008                    |                         |                         |                         |
| ------------------------------------------- | ----------------------- | ----------------------- | ----------------------- | ----------------------- | ----------------------- | ----------------------- | ----------------------- | ----------------------- | ----------------------- | ----------------------- |
| 2 006 956                                   | 2 010 165               | 2 011 313               | 2 012 920               | 2 016 196               | 2 017 269               | 2 015 462               | 2 016 254               |                         |                         |                         |
| Sources : (ja) Démographie de la préfecture |                         |                         |                         |                         |                         |                         |                         |                         |                         |                         |

|  | 94 |

|  | 96 |

|  | 100 |

|  | 117 |

|  | 117 |

|  | 138 |

|  | 148 |

|  | 129 |

|  | 127 |

|  | 138 |

|  | 170 |

|  | 144 |

|  | 122 |

|  | 108 |

|  | 97 |

|  | 80 |

|  | 87 |